# Kalixälven
Kalixälven eller Kalix älv (meänkieli: Kaihnuunväylä och Kaalasväylä; nordsamiska: Gáláseatnu) är en älv i Norrbottens län i Sverige. Kalix älv är en av de fyra stora outbyggda nationalälvarna i Sverige, vilket innebär att den saknar vattenkraftverk. Den är 430 km lång och rinner upp i Kebnekajsemassivet, Kiruna kommun, och flyter åt sydost genom Lappland, åt söder genom Norrbotten (älven ligger i sin helhet i Norrbottens län) och mynnar i Bottniska viken  vid tätorten Kalix. Den rinner genom kommunerna Kalix, Pajala, Överkalix, Gällivare och Kiruna. Avrinningsområdet är 18 130 km². Älvens största vattenfall är Jockfall. 
Namnet är en försvenskning av det nordsamiska namnet Gáláseatnu som bildats av gállit = "vada" eller gálus = "sval", och eatnu = "(stor) älv". På meänkieli heter älvens övre lopp Kaalasväylä och det nedre loppet Kaihnuunväylä. Den svenska formen Kalix kommer troligen av en finsk böjningsstam Kalikse-.
Älven var tilltänkt riksgräns vid fredsförhandlingarna efter finska kriget 1808–1809, men i stället drogs gränsen längre österut, vid Torne älv.[källa behövs]
Ur utbyggnadssynpunkt saknar älven gynnsamma förhållanden. Älven är sjöfattig, och fallhöjden är ganska jämn med många små forsar och fall, jämfört med Lule älv som på de två milen mellan Porjus och Messaure faller 207 m. Vattenföringen är bara lite drygt hälften så hög som sin stora grannälv i väster. Därför var Kalixälven aldrig attraktiv som vattenkraftsälv. Dock utreddes två av de största forsarna, Jockfall och Mestoslinkka, för utbyggnad, men utbyggnaden stoppades på 1970-talet av älvräddare i Norrbotten (Norrbottens län), främst i Tornedalen.
Älven hänger genom bifurkationen Tärendö älv ihop med Torneälvens vattensystem. Stora bifurkationer är relativt ovanliga men finns bland annat i Tärendö-Torne-Kalix älvar och i Amazonfloden-Orinoco (Casiquiare).

## Islossning
Evenemanget Älven går brukar hållas i Kalix varje vår sedan 1956 av den lokala Lions-klubben. Det går ut på att man köper en lott och gissar på när man tror att islossningen ska ske i Kalixälven. Mätningen av detta sker genom att en träflotte brukar placeras en bit nedanför Kalixbron på isen. När isen väl släpper och flotten flyter med och har passerat de norra brostöden så har isen gått och den som har gissat närmast den tiden vinner. Ungefär 4000–5000 personer brukar delta i att gissa när älven går.